# Protolampra lapponica
Protolampra lapponica är en fjärilsart som beskrevs av Freyer 1845. Protolampra lapponica ingår i släktet Protolampra och familjen nattflyn. Inga underarter finns listade i Catalogue of Life.